# Dubany (Vrbátky)
Dubany jsou vesnice, část obce Vrbátky v okrese Prostějov. Nachází se asi 1,5 km na sever od Vrbátek. V roce 2009 zde bylo evidováno 191 adres. V roce 2001 zde trvale žilo 434 obyvatel.
Dubany leží v katastrálním území Dubany na Hané o rozloze 5,29 km2.

## Historie
První písemná zmínka o obci pochází z roku 1200, kdy jsou zmiňováni Jan a Bohuslav z Duban. Název získala obec podle svých obyvatel, kteří se nazývali Dubané - "lidé bydlící v dubovém porostu nebo u (nějakého výrazného) dubu". Zástavba Duban zahrnuje i zástavbu velice malé bývalé obce Margelíkov, která jako osada vznikla roku 1786. Jejím zakladatelem byl měřič Margelick. Roku 1865 se Margelíkov osamostatnil, ale již roku 1935 se opětovně sloučil s obcí Dubany, s níž jeho zástavba vždy souvisela. Jako osada zanikl Margelíkov na základě vyhlášky ministerstva vnitra č. 6/1939 Sb. z. a n.

## Obyvatelstvo

### Struktura
Vývoj počtu obyvatel za celou obec i za jeho jednotlivé části uvádí tabulka níže, ve které se zobrazuje i příslušnost jednotlivých částí k obci či následné odtržení.
| Místní části   | Místní části | 1869 | 1880 | 1890 | 1900 | 1910 | 1921 | 1930 | 1950 | 1961 | 1970 | 1980 | 1991 | 2001 | 2011 |
| -------------- | ------------ | ---- | ---- | ---- | ---- | ---- | ---- | ---- | ---- | ---- | ---- | ---- | ---- | ---- | ---- |
| Počet obyvatel | část Dubany  | 951  | 1097 | 1264 | 1197 | 1222 | 1270 | 1344 | 1300 | 1300 | 1166 | 1040 | 872  | 868  | 936  |
| Počet domů     | část Dubany  | 162  | 191  | 204  | 217  | 229  | 243  | 280  | 348  | 0    | 342  | 310  | 358  | 350  | 354  |

## Pamětihodnosti
- Kostel Narození P. Marie
- Fara čp. 4 (základní kámen byl položen roku 1760, ke svému účelu používána do října roku 1952)
- Socha sv. Floriána
- Socha sv. Jana Nepomuckého
- Boží muka (u cesty směrem na Olšany u Prostějova, byli u nich pochováni vojáci armády cara Alexandra I. zermřelí při tažení na Slavkov v roce 1805)

## Osobnosti
- Karel Křen - katolický kněz, spisovatel a folklorista